# チューズデイ・ナイト・ミュージック・クラブ
『チューズデイ・ナイト・ミュージック・クラブ』（Tuesday Night Music Club）は、アメリカ合衆国のシンガーソングライター、シェリル・クロウが1993年に発表したデビュー・アルバム。

## 解説
クロウのデビュー・アルバムは、当初はヒュー・パジャムのプロデュースによりレコーディングされていたが、それはクロウ本来のロックン・ロールに根ざした路線ではなく、クロウはA&Mレコードを説得して、当初予定されていたデビュー・アルバムの発売を中止させた。そして、ビル・ボットレルをプロデューサーとして起用して、曲作りの段階からやり直した上で改めてレコーディングされた。
本作からのシングル・ヒット曲「オール・アイ・ワナ・ドゥ」は、グラミー賞の最優秀レコード賞と最優秀女性ポップ・ヴォーカル・パフォーマンス賞を受賞した。
2009年に発売されたデラックス・エディション盤には、未発表曲やスタジオ・アルバム未収録曲を収録したボーナスCDと、シングル・ヒット曲のビデオ・クリップ等が収録されたボーナスDVDが追加された。

## 収録曲
1. ラン・ベイビー・ラン - Run, Baby, Run (Bill Bottrell, David Baerwald, Sheryl Crow) - 4:53
2. さらばラス・ヴェガス - Leaving Las Vegas (S. Crow, B. Bottrell, D. Baerwald, Kevin Gilbert, David Ricketts) - 5:10
3. ストロング・イナフ - Strong Enough (S. Crow, B. Bottrell, D. Baerwald, K. Gilbert, D. Ricketts, Brian MacLeod) - 3:10
4. キャント・クライ・エニーモア - Can't Cry Anymore (S. Crow, B. Bottrell) - 3:41
5. ソリディファイ - Solidify (S. Crow, Kevin Hunter, B. Bottrell, D. Baerwald, K. Gilbert, D. Ricketts, B. MacLeod) - 4:08
6. ナ・ナ・ソング - The Na-Na Song (S. Crow, B. Bottrell, D. Baerwald, K. Gilbert, D. Ricketts, B. MacLeod) - 3:12
7. ノー・ワン・セッド・イット・ウッド・ビー・イージー - No One Said It Would Be Easy (S. Crow, B. Bottrell, K. Gilbert, Dan Schwartz) - 5:29
8. ホワット・アイ・キャン・ドゥ・フォー・ユー - What I Can Do for You (D. Baerwald, S. Crow) - 4:15
9. オール・アイ・ワナ・ドゥ - All I Wanna Do (Wyn Cooper, S. Crow, B. Bottrell, D. Baerwald, K. Gilbert) - 4:32
10. スイング・ジャズを聴きながら - We Do What We Can (S. Crow, B. Bottrell, K. Gilbert, D. Schwartz) - 5:38
11. アイ・シャル・ビリーヴ - I Shall Believe (S. Crow, B. Bottrell) - 5:34

### デラックス・エディション盤ボーナス・ディスク

#### CD
1. コーヒー・ショップ - Coffee Shop (S. Crow, B. Bottrell) - 4:24
  - 未発表曲
2. キラー・ライフ - Killer Life (S. Crow, B. Bottrell) - 4:57
  - 未発表曲
3. エッセンシャル・トリップ・オブ・ヒアネス - Essential Trip of Herenes (S. Crow, B. MacLeod, Jennifer Condos, Scott Brian, B. Bottrell) - 5:30
  - 未発表曲
4. リーチ・アラウンド・ジャーク - Reach Around Jerk (S. Crow, B. Bottrell, D. Schwartz) - 4:01
5. ボルボ・カウガール99 - Volvo Cowgirl 99 (S. Crow, D. Baerwald, K. Gilbert, B. Bottrell, B. MacLeod, D. Schwartz) - 2:04
6. ユー・ウォント・モア - You Want More (S. Crow, Jeff Trott) - 6:00
7. オール・バイ・マイセルフ - All By Myself (Eric Carmen, Sergei Rachmaninoff) - 4:48
  - エリック・カルメンのカヴァー
8. オン・ジ・アウトサイド - On the Outside (S. Crow, J. Trott) - 4:37
9. ディジャ・メイク・ハー - D'yer Mak'er (Jimmy Page, Robert Plant, John Paul Jones, John Bonham) - 4:20
  - レッド・ツェッペリンのカヴァー
10. アイ・シャル・ビリーヴ - I Shall Believe (2009 Remix) (S. Crow, B. Bottrell) - 4:35

#### DVD
1. 「チューズデイ・ナイト・ミュージック・クラブ」ツアー・ドキュメンタリー - A Documentary Featuring On-The-Road, Backstage, Soundcheck and Live Footage Recorded During the Tuesday Night Music Club Tour, 1993 - 1995.
2. さらばラス・ヴェガス（ビデオ・クリップ） - Leaving Las Vegas
3. オール・アイ・ワナ・ドゥ（ビデオ・クリップ／マルチ・アングル仕様） - All I Wanna Do
4. ストロング・イナフ（ビデオ・クリップ） - Strong Enough
5. キャント・クライ・エニーモア（ビデオ・クリップ） - Can't Cry Anyore
6. ラン・ベイビー・ラン（ビデオ・クリップ） - Run, Baby, Run
7. ホワット・アイ・キャン・ドゥ・フォー・ユー（ビデオ・クリップ） - What I Can Do For You
8. オール・アイ・ワナ・ドゥ（ローマン・コッポラ監督によるビデオ・クリップ／マルチ・アングル仕様） - All I Wanna Do (Alternate Version) -

## 参加ミュージシャン
- シェリル・クロウ - ボーカル、ピアノ、オルガン
- ビル・ボットレル - ギター、ペダル・スティール、キーボード、ベース、ドラムス
- デヴィッド・ベアウォルド - ギター、オルガン
- ダン・シュウォルツ - ベース、アコースティック・ギター
- デヴィッド・リケッツ - ベース、アコースティック・ギター
- ケヴィン・ギルバート - ドラムス、ギター、オルガン
- ブライアン・マクロード - ドラムス、パーカッション
- ウェンデル・クロウ - トランペット